# Radio Primaton
Primaton ist ein privater Hörfunksender aus Schweinfurt, der am 14. September 1991 gegründet wurde.

## Geschichte
Das Studio befand sich zunächst in der Spitalstraße in der Schweinfurter Altstadt und zog einige Jahre später in die Carl-Zeiss-Straße im Gewerbegebiet Hafen-Ost um. Der ursprüngliche Slogan des Senders lautete „Mehr Melodie“ und stand vor allem für deutschsprachige Schlagermusik. Zwischenzeitlich wurde das Programm mehr in Richtung internationaler Oldies ausgerichtet, der Werbeslogan zu dieser Zeit lautete „Super Oldies und das Beste von heute“. Heute legt der Sender das Programm stärker auf aktuelle Chartmusik aus, gemischt mit „Klassikern“ aus der internationalen Rock- und Popgeschichte aus. Auf den Slogan "Die größten Hits aller Zeiten", sowie "Das Main-Rhön Radio", folgte "Die schönsten Hits für die schönste Region Frankens". Im Jahr 2016 gab es einen größeren Relaunch des Programmes mit einem neuen Senderlogo, sowie dem neuen Claim "Kulthits und das Beste von heute". 2018 lautet der Zusatzclaim "Primaton - Wir sind Main-Rhön".
Neben dem Musikprogramm bietet der Sender ein Nachrichtenprogramm, mit regionalem Fokus auf die Planungsregion Main-Rhön, zu jeder vollen und jeder halben Stunde. Teil des Nachrichtenprogrammes bilden hörerunterstützte Verkehrsinformationen für die Region Main-Rhön, welche ganztags viermal pro Stunde aktualisiert werden.
In einer öffentlichen Pressemitteilung gab die Schweinfurter Rundfunk GmbH & Co. Studiobetriebs KG im Mai 2024 die Eröffnung eines Insolvenzverfahrens bekannt. Im August 2025 wurde vermeldet, dass das Insolvenzverfahren seit wenigen Wochen abgeschlossen werden konnte. Für Radio Primaton sei schnell ein Investor gefunden worden: Die Nürnberger Firmengruppe "Neue Welle Bayern" Rundfunk-Verwaltungsgesellschaft mbH & Co. KG um den früheren Telefonbuchverlag Müller Medien, bekannt durch die Familie des Medienunternehmers Gunther Oschmann, habe ihre Anteile von 51 auf 100 Prozent aufgestockt.

## Empfangsmöglichkeiten

### UKW-Frequenzen
Das Sendegebiet von Radio Primaton erstreckt sich vom Gramschatzer Wald über den östlichen Landkreis Main-Spessart bis zu den Landkreisen Schweinfurt, Haßberge, Rhön-Grabfeld und Bad Kissingen sowie bis in die Teile der hessischen (Landkreis Fulda) und thüringischen Rhön (Landkreis Schmalkalden-Meiningen). Der Sender kann nicht in Wildflecken (Landkreis Bad Kissingen) empfangen werden.
Das Hörfunkprogramm kann über sieben UKW-Sendestationen im nördlichen Unterfranken empfangen werden:
| Frequenzen                        | Frequenzen |
| --------------------------------- | ---------- |
| Schweinfurt                       | 100,5 MHz  |
| Gerolzhofen                       | 93,6 MHz   |
| Hammelburg                        | 104,6 MHz  |
| Bad Kissingen                     | 90,5 MHz   |
| Bad Brückenau                     | 94,0 MHz   |
| Ostheim vor der Rhön (Heidelberg) | 101,5 MHz  |
| Haßfurt                           | 95,7 MHz   |

Außerdem ist Primaton seit dem Jahr 2017 auch über das Digitalradio DAB+ zu empfangen.
Früher existierte noch südlich von Königsberg in Bayern eine weitere Sendestelle zur Verbreitung des Programms von Radio Primaton auf 105,8 MHz mit 320 W ERP.
Am 30.06.2025 wurde die Gerolzhofener Frequenz 93,6 MHz mit 50 W ERP abgeschaltet.

### Jugendradio radiohashtag+
Im Oktober 2017 startete als Ableger von Radio Primaton das Jugendradio Hashtag+, welches im Regional-Ensemble 10A des Bayerischen Rundfunks empfangen werden kann.

#### Bilder der Sendeanlagen

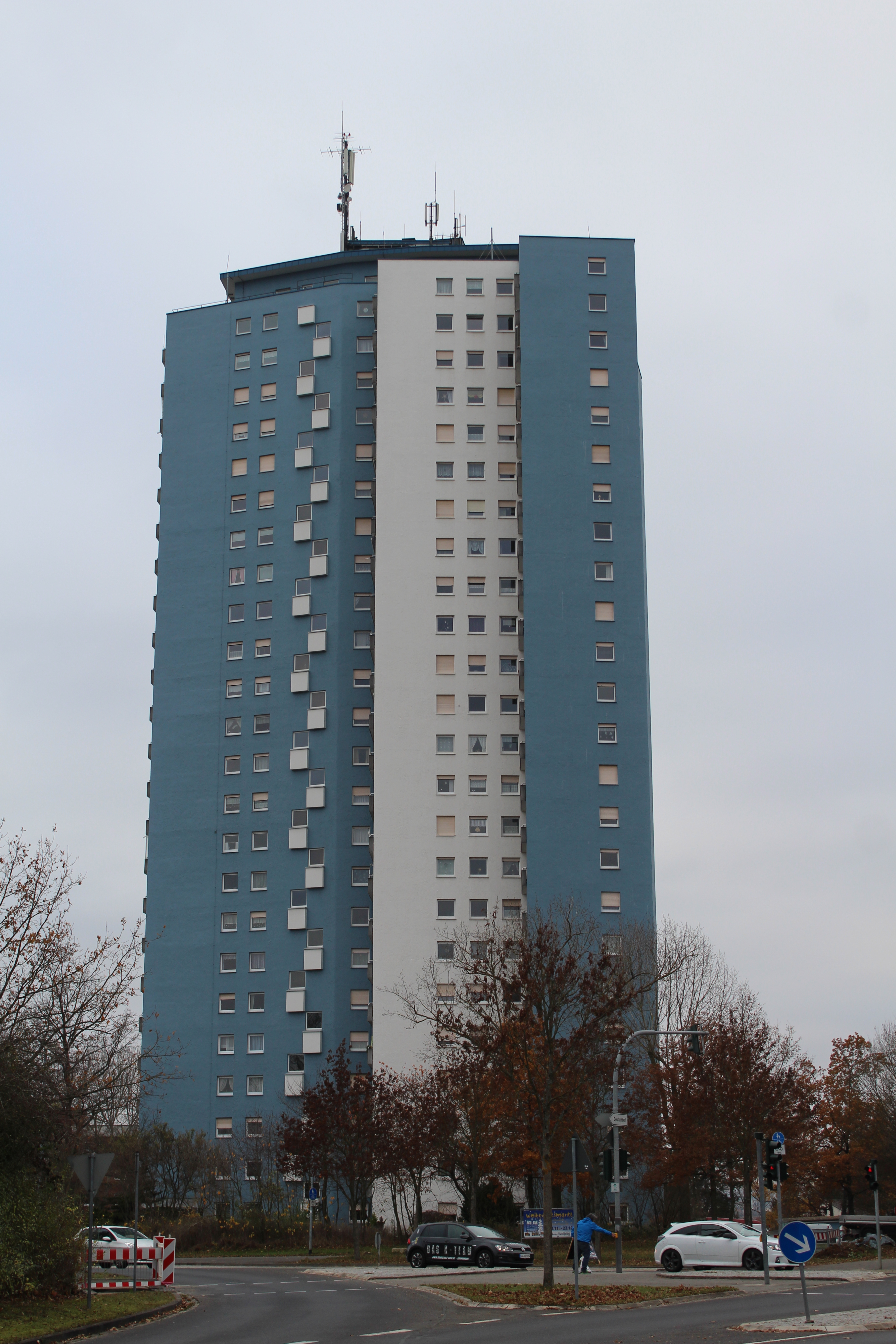
Schweinfurt, Blaues Hochhaus
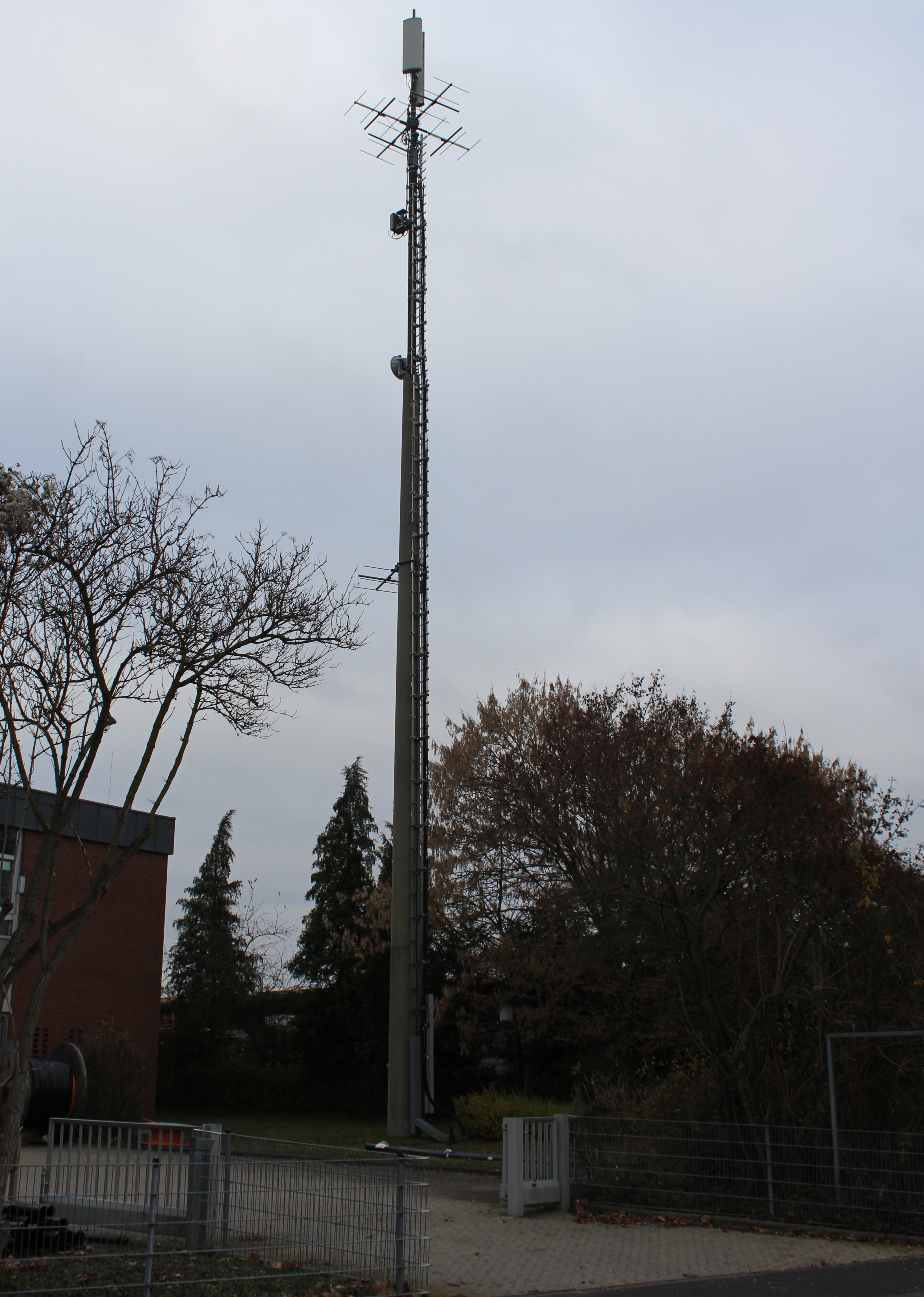
Gerolzhofen
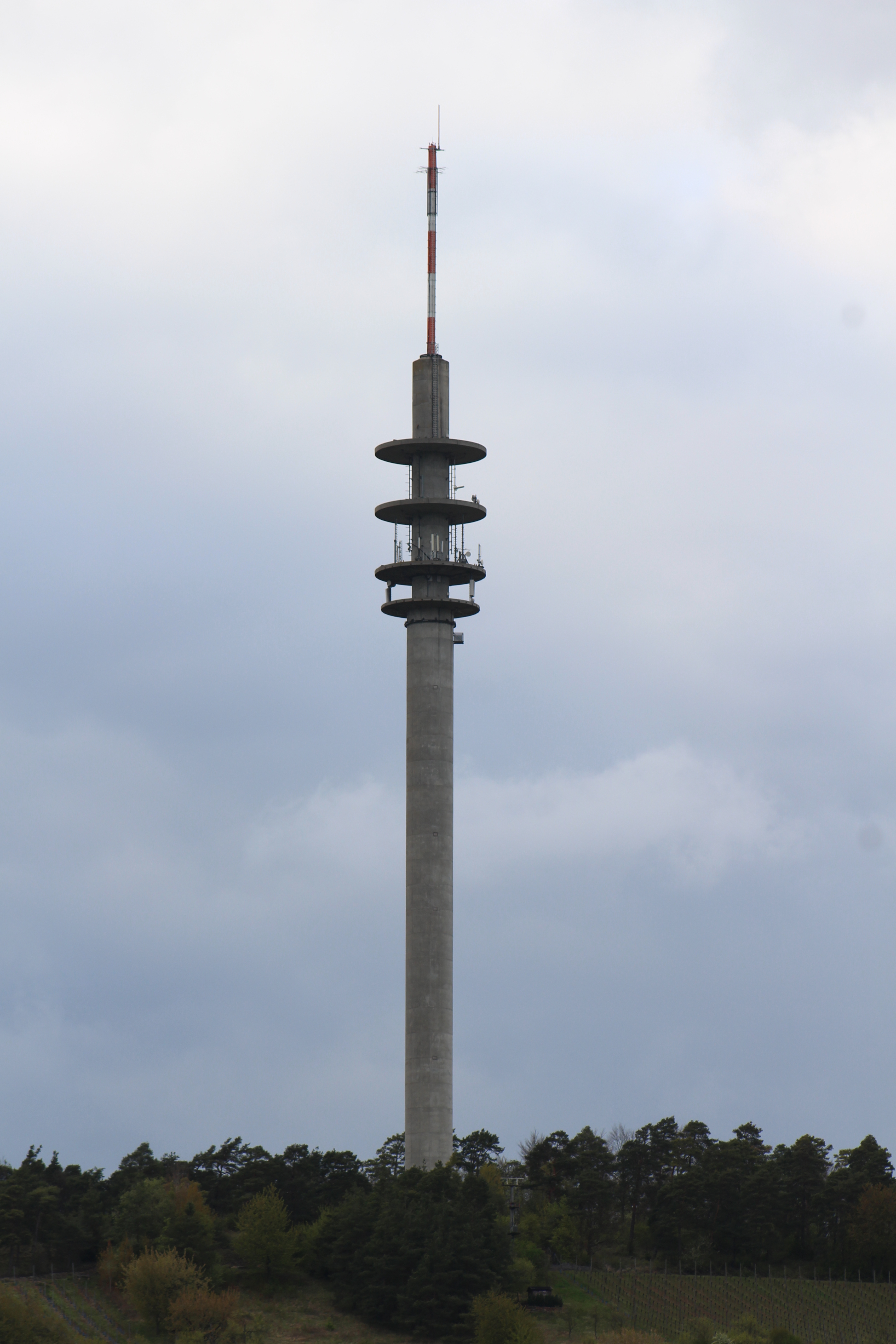
Hammelburg
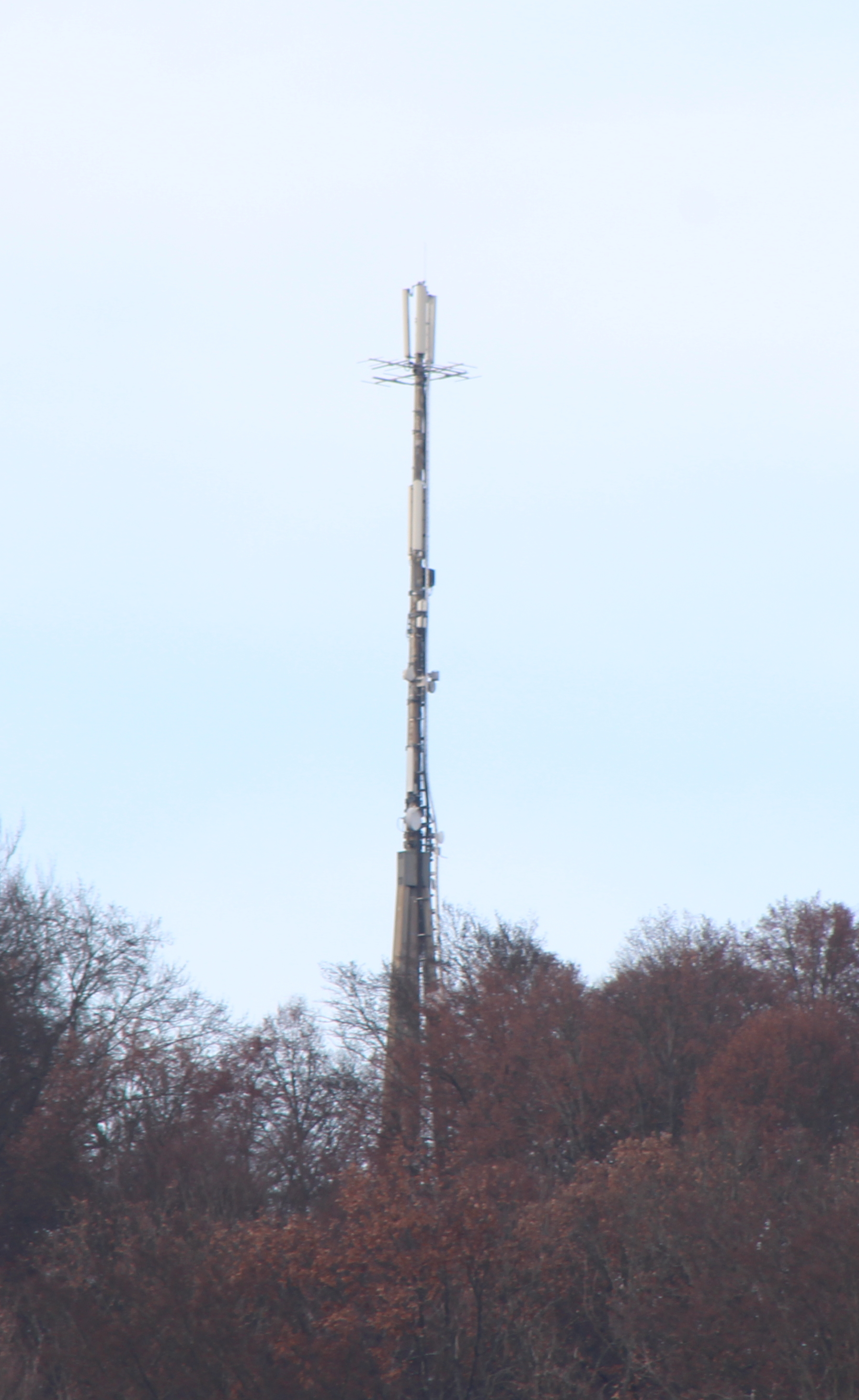
Bad Kissingen
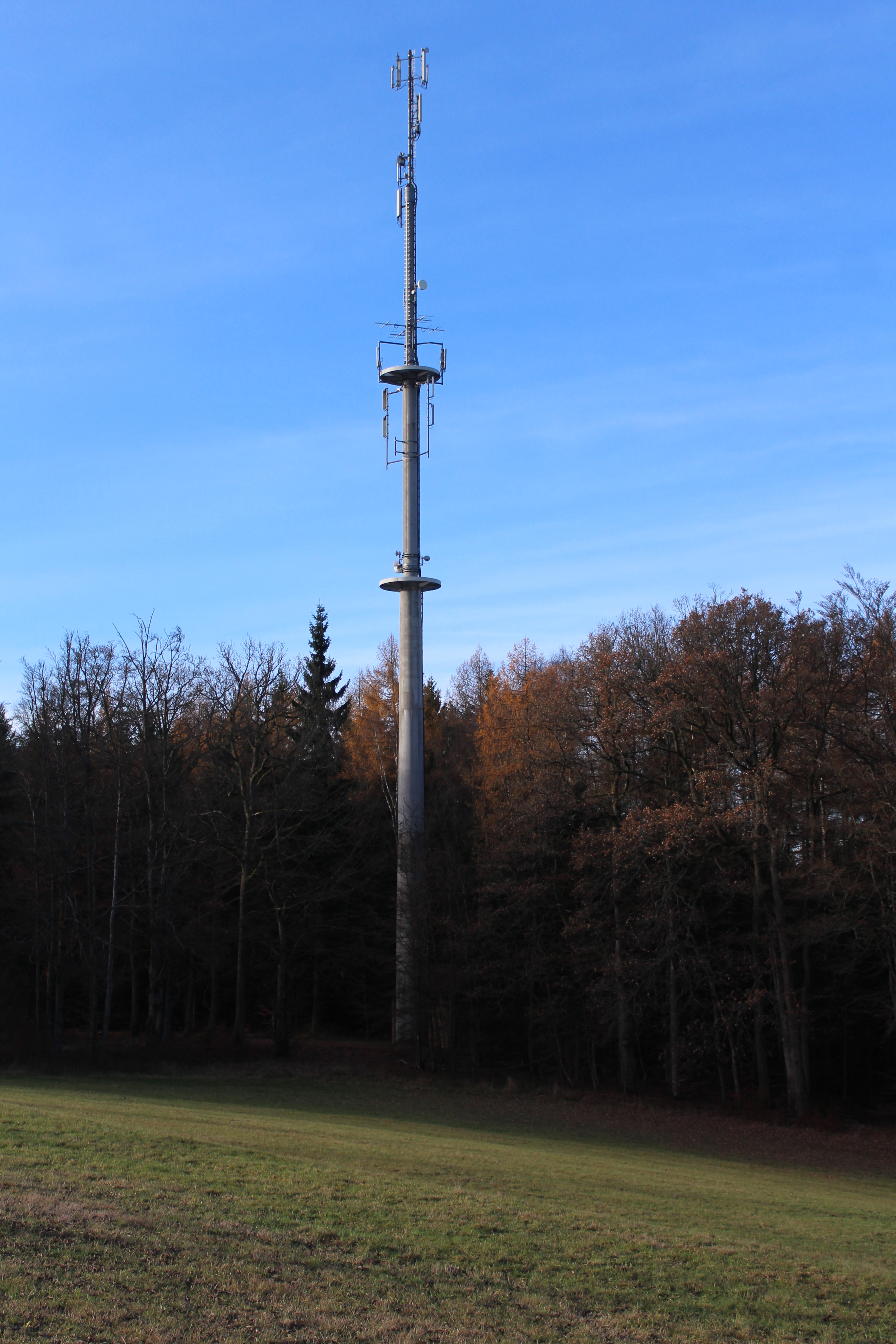
Bad Brückenau
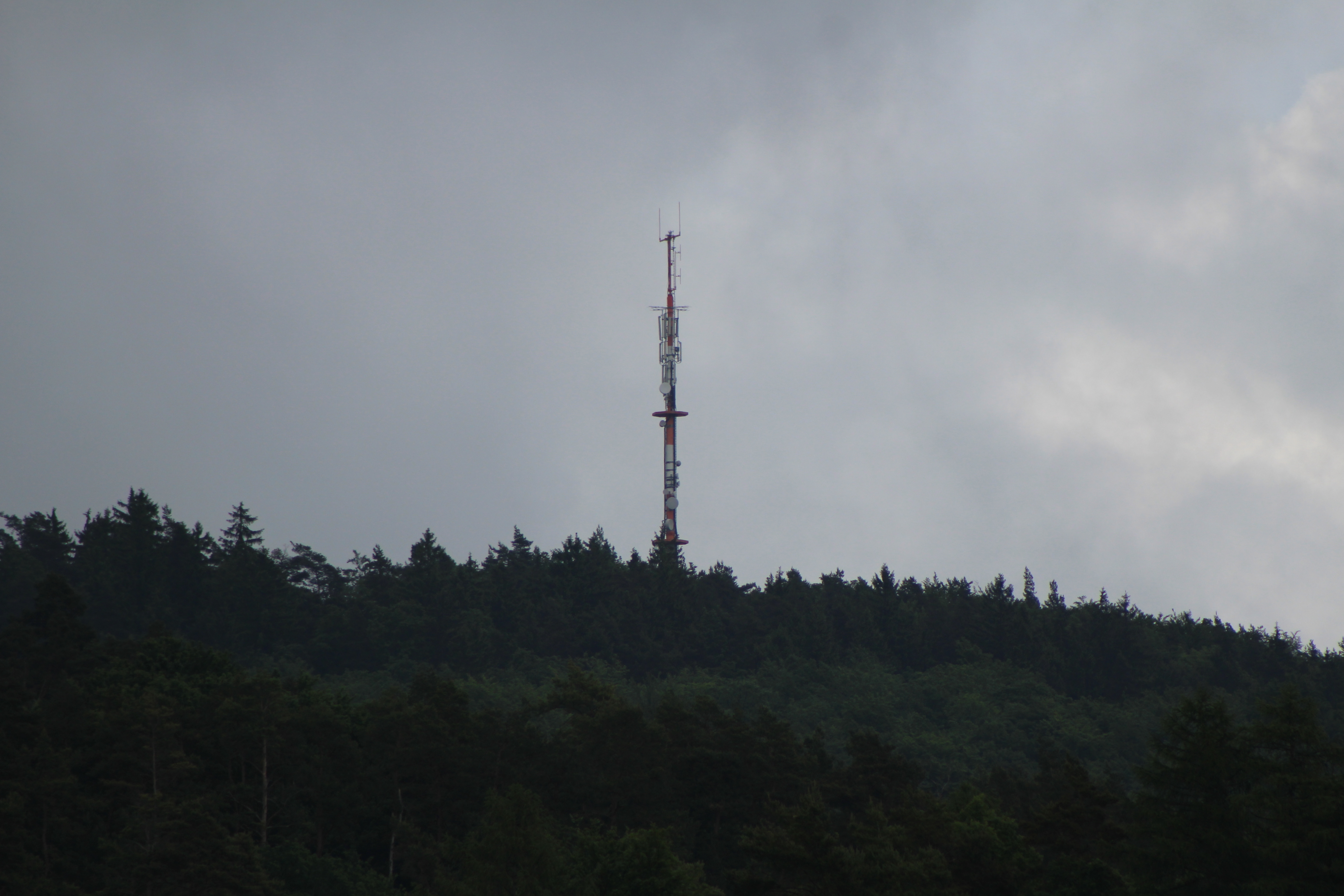
Ostheim vor der Rhön (Heidelberg)
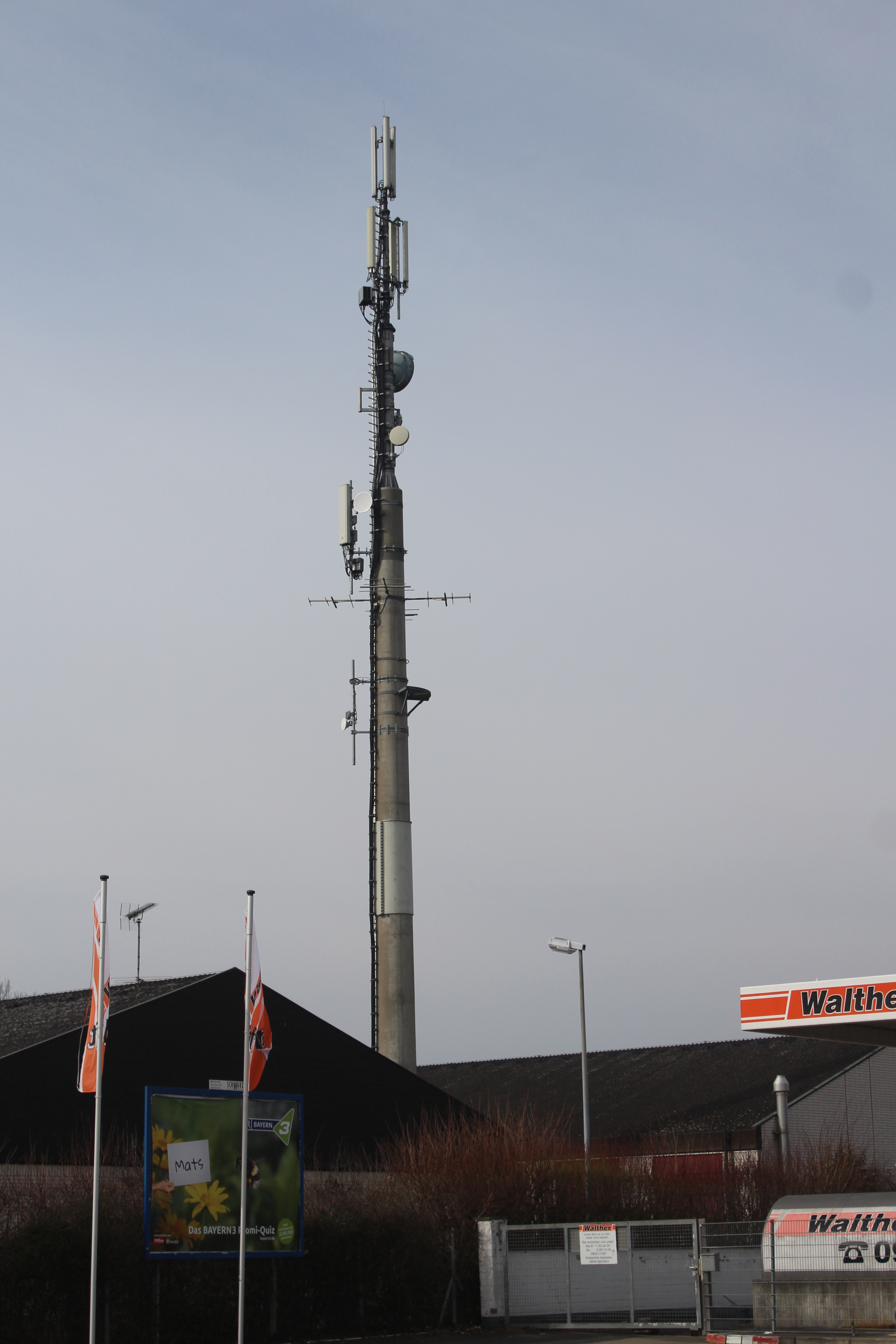
Haßfurt
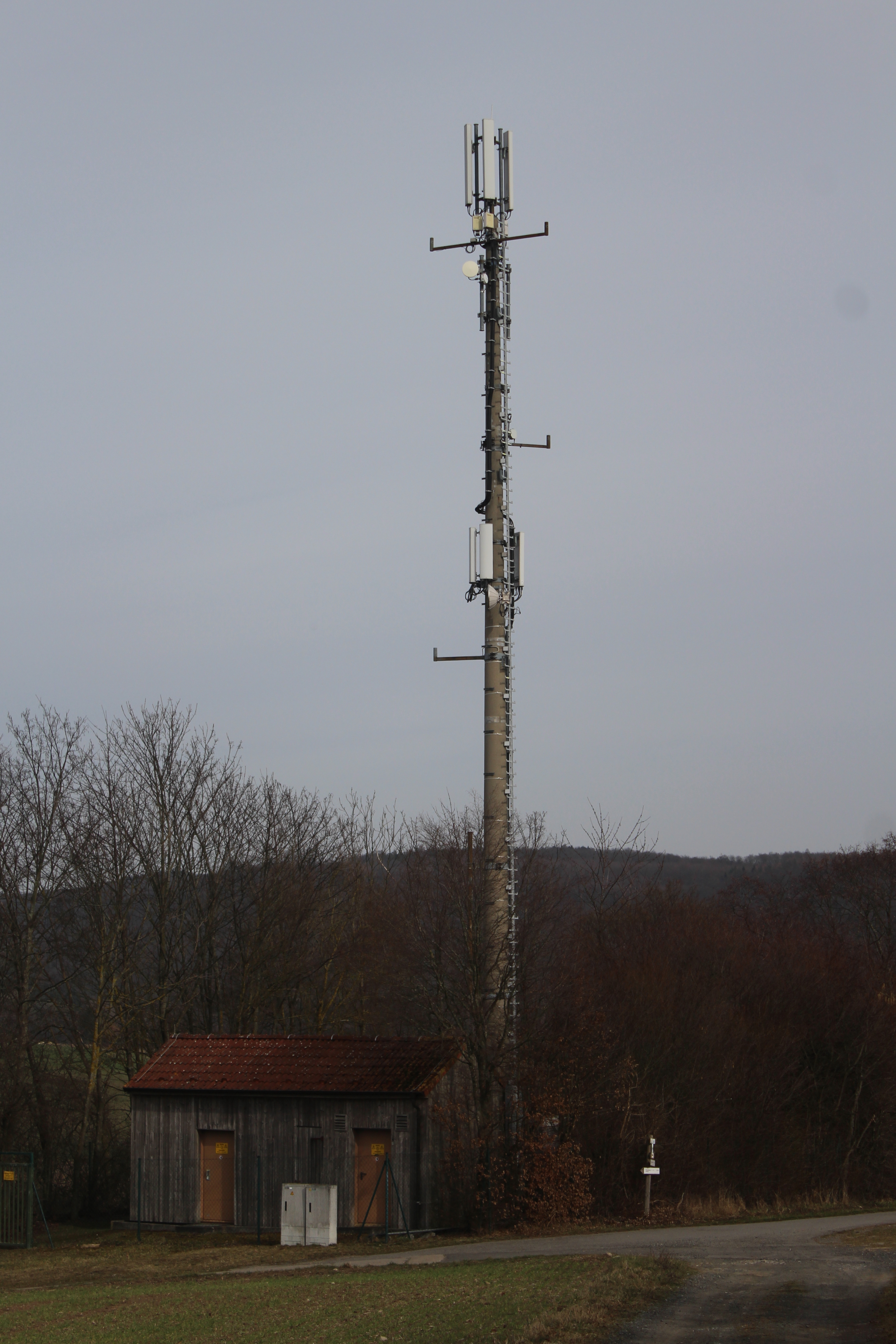
Königsberg in Bayern (nicht mehr aktiv)

### Kabelnetz
Neben dem Hauptsendegebiet wird das Rundfunkprogramm zusätzlich noch in das Kabelnetz der Region Main-Rhön eingespeist.

### Webradio
Über die Webseite des Radiosenders kann das Programm zudem online gehört werden.